# SBS Syd
SBS Syd er en del af tv-stationen SBS Net. SBS Syd sender i Region Syddanmark hvor ca. 900.000 (2006) mennesker har mulighed for at se kanalen – Det er mere end 83 % af beboerne i regionen.
SBS Syd sender programmet LOKALNYT, som er en nyhedsudsendelse på seks minutter, som sendes fem gange om dagen alle hverdage. Efter nyhederne sendes der en regional vejrudsigt. LOKALNYT sender klokken 12:10, 14:15, 16:15 17:50 (hovedudsendelse) og 19:55.
LOKALNYT har en lokal vinkel og fokuserer på livet i regionen. Det er LOKALNYT's formål, at bringe historier som går tæt på syddanskernes liv. Sloganet er "...om dit liv!". LOKALNYT udsendelsen falder groft i to dele. i den første del præsenteres de vigtigste nyheder fra regionen. Den anden del bliver brugt på historier som går tæt på og tager sig tid til at forklare.
Om fredagen sender LOKALNYT klokken 17:50 udklip fra ugens biografpremiere i magasinet ZOOM.
SBS Syd produceres i Odense, hvor også nyhedsredaktionen og studiet har hjemme. LOKALNYT har i øjeblikket to værter: Sanne Christesen og Christian Meyer.